# Roger LaVern
Roger LaVerne, pseudonimo di Roger Jackson (Kidderminster, 11 novembre 1938 – Worcestershire, 15 giugno 2013), è stato un musicista britannico, tastierista e organista della band inglese degli anni sessanta The Tornados.
Il 6 febbraio apparve su Real Time nella trasmissione 24 ore al pronto soccorso come paziente, dove cita la band e la sua voglia di vivere.
Morì il 15 giugno 2013 a causa dei suoi problemi di salute.